# Iglesia de Nuestra Señora de la Asunción (Narros del Puerto)

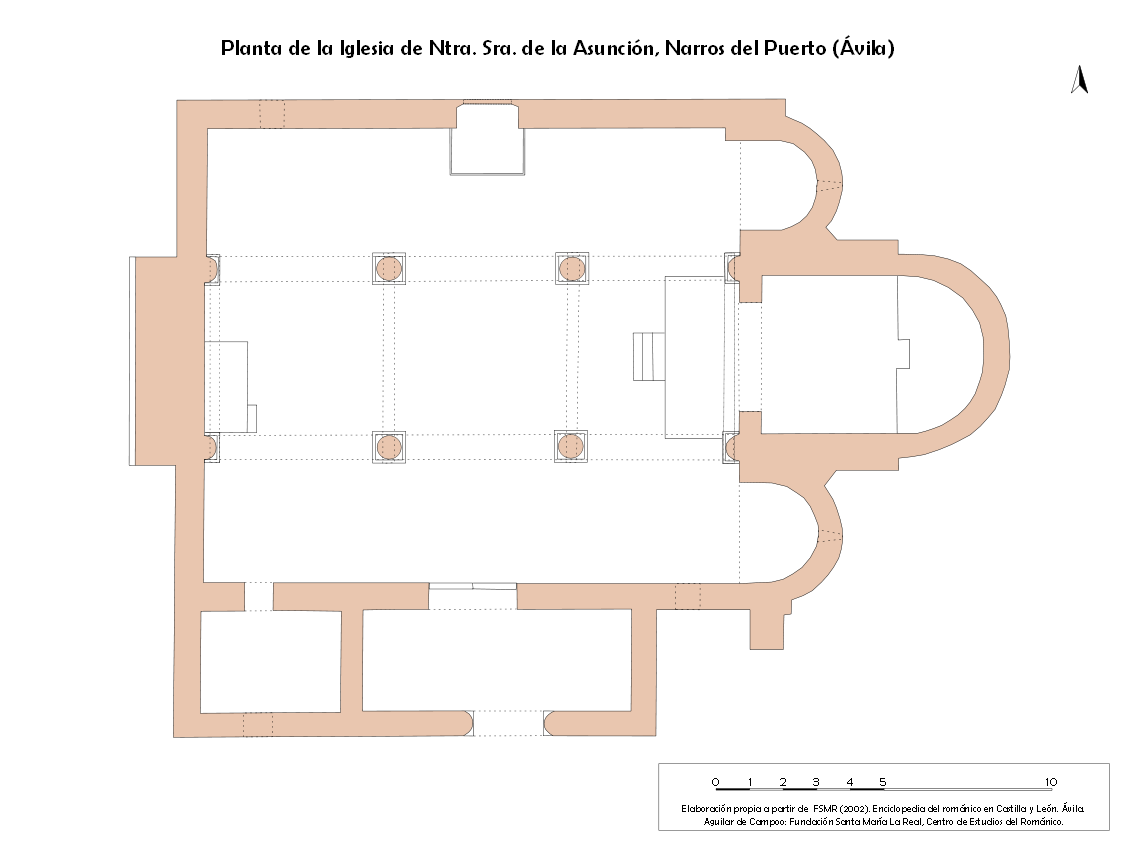
Planta de la Iglesia de Nuestra Señora de la Asunción, Narros del Puerto (Ávila)

La iglesia parroquial de Nuestra Señora de la Asunción está ubicada en la localidad de Narros del Puerto (Ávila) y data del siglo XIII. Atendiendo a los testimonios arqueológicos encontrados (Hernando y Gamallo, 2004) (Rodríguez-Almeida, 2003), se considera que la iglesia está asentada sobre un santuario romano anterior, que dataría de los siglos I al III. 

## Inscripciones romanas
Algunas inscripciones de este santuario romano se conservan in situ y otras están en el Museo de Ávila; una está dedicada al dios Júpiter y las otras a los Lares Viales y a una diosa indígena, Ilurbeda, de origen vetón. Reproducimos algunas de ellas:
- DEO IOVI / IVLIVS / VOTVM / FECIT / 5ANIMO / LIBE(n)S :Julio hizo un voto al dios Júpiter de buen grado.

- [I]LVRBE/[D]A(e) · ATT+/+ · V(otum) · S(olvit): Att[---] cumplió el voto a Ilurbeda.

- REBV[RRVS] / BEDAC(iqum) · L(aribus) · V(ialibus) / [I]LVRBEDA/[E] · V(otum) · S(olvit) · L(ibens) / 5M(erito): Reburro, de los Bedácicos, cumplió de buen grado el voto (ofrecido) a los Lares Viales y a Ilurbeda.

- LARIBVS / VIALIBVS / SACRVM / IVL(ius) · GAIA/5NVS · V(otum) · S(olvit) / L(ibens) · A(nimo):Consagrado a los Lares Viales, Julio Gaiano cumplió el voto de buen grado.

- ATTA · LVGVA / CARAECICV/M · EBVREN/I · VXOR · ANIM/5O VOTVM / S(olvit) · L(ibens) · M(erito)

Atta Lugua, de los Caraecicos, esposa de Eburenio, cumplió el voto de buen grado.(Hernando y Gamallo, 2004)

## Monumento mudéjar
El interés artístico de este monumento se debe a que en su cabecera guarda ejemplos de arte mudéjar. Sorprende contemplar este ejemplo del románico-mudéjar en el Valle de Amblés, zona que se caracteriza por las construcciones en granito, y su singularidad estriba en que, junto con la antigua puerta de la Iglesia de San Sebastián, en Mironcillo, constituyen los dos únicos ejemplos de arquitectura románica presentes en el valle de Amblés, a excepción de las manifestaciones existentes en la ciudad de Ávila (de la Garma, 1999). Se encuentra en lo alto de un promontorio, a cuyo pie discurre el río Aulaque. Goza de un pretil que lo delimita y el templo se presenta como un hito dentro de la importancia del entorno natural que le rodea. 
Es de tres naves y lo mudéjar se circunscribe a la cabecera, orientada al este, y en la que aparecen en el ábside central las repetidas fajas de arcos doblados, pero con la novedad de arrancar aquí desde un zócalo de mampostería y enmarcarse los arcos verticalmente, dos a dos, en recuadros geométricos, rematados por un pequeño friso de ladrillos a sardinel, y apoyando las jambas de la faja superior directamente sobre la rosca de los arcos inferiores. En su muy destrozado tramo recto, también se organizan dos órdenes superpuestos de arcos doblados enmarcados en una retícula. Los dos pequeños ábsides laterales, casi absidiolos, son de tosca mampostería rematada por cornisa de ladrillo cortado en nacela, al igual que la cornisa que corona el ábside central, y en su eje hay una pequeña ventana con dos arcos de ladrillo de medio punto. En su interior, los tres ábsides están cubiertos por sendas bóvedas de horno (FSMR, 2002)(Gutiérrez-Robledo, 2001)(Herbosa, 2000)(López-Fernández, 2007)(Sáinz, 1991).
A pesar de las alteraciones sufridas, en el ábside central se aprecia una cuidada articulación. Pertenece al Modelo de Tierra de Pinares (caracterizado por la superposición de varios cuerpos con arquerías de menor altura, en contraposición al Modelo Toresano, que se caracteriza por el uso de decoración mural basada en arcos de gran longitud).
La planta certifica las pequeñas dimensiones de estos ábsides laterales y, que éstos tienen tramos rectos con líneas divergentes y que los ejes de estos ábsides divergen del central. Luego, una vez más, el templo fue reformado, rehaciéndose las tres naves. El detalle de ornamentación con bolas del campanario o la fábrica de las columnas y arcos interiores que sostienen la cubierta, son típicas del estilo gótico isabelino, por lo que esta remodelación se dataría hacia el siglo XVI. También es de interés la pila bautismal de granito.
Respecto a la techumbre del templo, la nave central está cubierta por una armadura de par y nudillo de dos faldones, con siete tirantes sencillos en estribado, de madera en blanco sin decoración. Los pares y nudillos incorporan habituales gramiles, y en faldones y harneruelo el saetino es de almenillas en blanco y negro. Las naves laterales están cubiertas por colgadizos a un agua, de pares agramilados, y madera en blanco. Hay restos de saetino en almenillas en blanco y negro en las tabicas de la nave lateral derecha. (Fernández-Shaw, 1994)